# Crobilocerus auriger
Crobilocerus auriger är en tvåvingeart som beskrevs av Musso 1973. Crobilocerus auriger ingår i släktet Crobilocerus och familjen rovflugor. Inga underarter finns listade i Catalogue of Life.